# Рудольф Вітціг
Рудольф Вітціг (нім. Rudolf Witzig; нар. 14 серпня 1916, Герне, Вестфалія — пом. 3 жовтня 2001, Обершляйсгайм, Баварія) — німецький офіцер, майор повітряно-десантних військ Німеччини в роки Другої світової війни 1939–1945. Здобув слави за свої дії під час битви за форт Ебен Емаель. Кавалер Лицарського хреста з Дубовим листям (1944). У післявоєнний час продовжив службу в Бундесвері, оберст (1959).

## Біографія
Рудольф Вітціг народився 14 серпня 1916 у містечку Ролінгаузен, сучасне передмістя Герне, у провінції Вестфалія в родині Рудольфа Фрідріха Вітціга та Аманди Генрієтти Адольфіни Зієн. Молодший Рудольф став третьою дитиною з чотирьох у сім'ї колишнього солдата артилерійського полку імперської армії, що був комісований у 1899 через поранення у наслідок нещасного випадку голови. Батько хлопчика помер від серцевого нападу, коли йому було лише 11 років. Мати з 4-ма дітьми переїхала до себе на Батьківщину у Кіль.
Військову службу розпочав 1 квітня 1935, коли був зарахований кандидатом в офіцери при 16-му інженерному батальйоні III-го армійського корпусу в місті Гекстер. Через два роки отримав перше офіцерське звання лейтенант й продовжив службу командиром саперного взводу в 31-му саперному батальйоні.
Військова кар'єра
- 1 квітня 1935 — кандидат в офіцери
- 20 квітня 1937 — лейтенант
- 1 серпня 1939 — обер-лейтенант
- 16 травня 1940 — гауптман
- 24 серпня 1942 — майор

- ? — оберст-лейтенант
- ? — оберст

1 серпня 1938 Вітціг добровільно поступив на службу у повітряно-десантні війська, що щойно створювалися у Третьому Рейху, і отримав призначення до парашутно-десантного батальйону майора Ріхарда Гайдріха. Через рік він здобув звання обер-лейтенанта й восени 1939 став командиром інженерного взводу підривників у штурмовому загоні гауптмана Вальтера Коха.
У ході підготовки до захоплення бельгійського форту Ебен Емаель, Р.Вітціг, як командир штурмової групи «Граніт» разом з підлеглими залучався до тренувань на захоплених фортифікаційних спорудах у Чехословаччині.
Рано-вранці 10 травня 1940 обер-лейтенант Р.Вітціг на чолі своєї групи разом з усіма чотирма штурмовими підрозділами («Сталь», «Залізо», «Бетон» та «Граніт») вилетів на планерах DFS 230 з аеропорту Кельн-Остгейм. Однак, через технічну проблему трос, який з'єднував транспортний літак Ju 52 відірвався від планера й той був змушений сісти неподалік від аеродрому зльоту. Через кілька годин командир групи дістався району проведення штурму, однак, по суті, основне завдання вже було виконане й німецьким парашутистам лишалося тільки утримувати захоплений форт до підходу основних сил.
За проявлену мужність та рішучість у ході штурму бельгійської фортеці, обер-лейтенант Рудольф Вітціг був нагороджений вищою військовою нагородою — Лицарським хрестом Залізного хреста, яку йому особисто вручив А.Гітлер. Також він був відзначений у Вермахтберіхті й достроково отримав військове звання гауптман.
Перед нагородженням молодого офіцера вищою нагородою з'ясувалося, що він не відповідає критеріям заохочення Лицарським хрестом, через те, що він не мав на той час Залізного хреста. Рішення було знайдено швидко; того ж дня, обер-лейтенант Р.Вітціг отримав Залізний хрест 2-го й 1-го ступеня.
Після приголомшливого успіху Бельгійської кампанії, на хвилі слави молодий офіцер 20 травня 1940 був призначений особистим ад'ютантом Г.Герінга. Однак, вже у серпні того ж року, він перевівся на посаду командира парашутної роти окремого десантно-штурмового полку.
У травні 1941 на чолі 9-ї роти окремого десантно-штурмового полку генерал-майора О.Майнделя брав участь в операції «Меркурій», з висадкою повітряного десанту на грецький острів Крит. Під час боїв поблизу Малеме гауптман Р.Вітціг отримав важке поранення й був госпіталізований спочатку в госпіталі Люфтваффе в Афінах, а згодом переведений до німецького шпиталю.

Нагородження Гітлером німецьких десантників-переможців захоплення форту Ебен Емаель. Адольф Гітлер вручає Лицарські хрести Залізного хреста офіцерам-десантникам, що відзначилися під час операції із захоплення форту Ебен Емаель. Зліва направо: гауптман Вальтер Кох, обер-лейтенант Рудольф Вітціг, обер-лейтенант Густав Альтманн, обер-лейтенант Вальтер Кісс, обер-лейтенант Отто Зірах, лейтенант Йоахим Майснер, лейтенант Егон Деліка, старший доктор Рольф Ягер і лейтенант Гельмут Рінглер. 16 травня 1940 року

10 травня 1942 офіцер повернувся до строю й був призначений командиром парашутного інженерного батальйону. 24 серпня 1942 отримав військове звання майор. З листопада 1942 майор Р.Вітціг на чолі свого інженерного підрозділу бився на півночі Африки у Туніській кампанії під командуванням оберста Х.фон Мантойфеля, генералів Ф.фон Бройха та А.Бюловіуса. Проявив значні командирські якості в боях на північному секторі туніського фронту, за що був відзначений Золотим німецьким хрестом.
Надалі майор Р.Вітціг служив у десантних військах на Східному фронті, з 15 червня 1944 був командиром батальйону 21-го парашутного інженерного полку і одночасно виконував обов'язки командира полку. 8 серпня 1944 він був вдруге відзначений у Вермахтберіхті за знищення 27 танків противника в боях на території Східної Пруссії поблизу Кумеле.
З 16 грудня 1944 майор Р.Вітціг — командир 18-го парашутного полку 6-ї парашутної дивізії, з яким бився на Західному фронті. Полк змагався на території північно-західної Франції, намагаючись зупинити просування союзних військ, проте, зазнавши важких втрат, був разом з дивізією відведений до Голландії на переформування. Не завершив до кінця формування полк у скороченому складі був введений у битву в районі Арнему.
Полк Вітціга вів бойові дії проти формувань 1-ї канадської армії під час битви в Нідерландах, операції «Верітейбл» та форсуванні британськими військами Рейну. 8 травня 1945 майор Р.Вітціг разом зі своїм полком капітулював військам союзників, й перебував у таборі військовополонених до вересня 1945 року.
За день до здачі полку в полон, їх командир Р.Вітціг був останній раз відзначений — його їм'я занесене у Почесний лист Люфтваффе.
16 січня 1956 Рудольф Вітціг повернувся на військову службу зі створенням у Федеративній Республіці Німеччини власних збройних сил — Бундесверу. Звільнився 30 вересня 1974 в ранзі оберста.